# 池田頼方
池田 頼方（いけだ よりかた/よりまさ）は、江戸時代後期（幕末）の旗本。官位は従五位下播磨守。

## 出自
遠祖下間頼龍は下間氏出身だが、その子・頼広は縁戚の池田輝政に従軍して池田重利と改名、徳川家康より播磨新宮藩1万石を賜る。しかし曾孫の邦照が夭折し改易。邦照の弟重教に3000石が下され、以後は寄合として家名継承し、頼方の代に至る。

## 略歴
池田頼功の子として誕生。
安政の大獄における江戸南町奉行で、後に勘定奉行も兼帯。寺社奉行松平宗秀、北町奉行石谷穆清、大目付久貝正典、目付神保長興らと共に志士の裁断を担当した現場の指揮官。

## 経歴
※日付は旧暦。
文化11年（1814年）に14歳で家督相続。天保3年（1832年）8月17日、寄合のまま火事場見廻を兼帯。隼人を称す。
翌天保4年（1833年）9月19日、寄合肝煎に異動。天保7年（1836年）9月20日、西丸（世子徳川家慶。家慶が将軍就任の後は、世子徳川家祥）目付に異動。在職中、隼人から将監に改称す。
天保8年（1837年）11月1日、浦賀奉行に異動。天保12年（1841年）9月24日、奈良奉行に異動。在職中従五位下に叙位、播磨守に任官。時に石高3000石。
弘化3年（1846年）1月11日、普請奉行に異動。嘉永元年（1848年）11月8日に勘定奉行（公事方）に異動、嘉永3年（1850年）7月に道中奉行を兼帯。同年、関東取締出役に捕らえられ、勘定奉行役宅へ護送された上州侠客国定忠治を尋問、死刑（磔）を申し渡す。翌嘉永4年（1851年）、老中阿部正弘の命により、寺社奉行脇坂安宅、江戸南町奉行遠山景元と共に、恩赦に関する公式な制度の確立の為赦律制定作業に携わる。
嘉永5年（1852年）3月30日、遠山景元の辞任で江戸南町奉行に異動。在任中の安政2年（1855年）3月6日に江戸城で御金蔵破りが発生、4000両を盗んだ犯人探索に当たったが見つからず、2年後の安政4年（1857年）に加賀で捕まった犯人を磔にした。同年5月22日、序列が留守居次席となり、12月28日に大目付へ異動、海防掛を兼帯。翌安政5年（1858年）2月2日に鉄炮改兼帯。7月6日、幕府上使として、前水戸藩主徳川斉昭に対して不時登城の咎により謹慎の沙汰を申し渡す。10月9日、江戸南町奉行に再異動。序列は再び留守居次席。
安政6年（1859年）2月3日、勘定奉行公事方を再任の形で兼帯。この人事は大老井伊直弼の意向があり、飯泉喜内の逮捕をきっかけに安政の大獄を始めた直弼は、志士の捕縛打ち切りを主張した寺社奉行板倉勝静と勘定奉行佐々木顕発を罷免、後任の勘定奉行となった頼方は五手掛（構成員：寺社奉行・町奉行・勘定奉行・大目付・目付）の一員として吟味を進めた（寺社奉行は松平宗秀）。吉田松陰の取り調べに当たり、10月16日の評定所での口書（供述調書）で読み上げが行われた際、異議を唱えた松陰と口論になった。10月27日に言い渡された松陰の判決に際し、流罪を相当として直弼に書面を提出するが、直弼の裁可によって覆され、死罪と書き改められる。
万延元年（1860年）3月3日に直弼が暗殺された（桜田門外の変）後、幕府は評定を五手掛で行い、町奉行では頼方が評定所の構成員となる。同年12月5日、アメリカ通訳官ヒュースケンが惨殺された事件で犯人捜索を命じられる。翌文久元年（1861年）5月26日、病気により辞職して寄合に異動。
文久2年（1862年）10月24日、寄合肝煎に再任したが11月23日、飯泉喜内の吟味に問題があったとして寄合肝煎差控となり寄合となる。それでも翌文久3年（1863年）10月8日には寄合肝煎に再々任、元治元年（1864年）7月2日に書院番頭（二番組）へ異動、4日後の6日に江戸北町奉行に異動となり、町奉行としても再々任となった。翌元治2年（1865年）2月21日には序列も3度目の留守居次席となる。
慶応2年（1866年）6月29日、御役御免になり勤仕並寄合に異動。以後の消息は不明、明治9年（1876年）2月17日に76歳で亡くなったことが確認されている。嫡男の頼之に嘉永6年（1853年）に先立たれたため、安政7年（1860年）2月に武蔵金沢藩主米倉昌寿の七男を養子として娘の倭子と婚姻させ、池田頼誠と名乗らせ後を継がせた。
墓所は東京都台東区の大雄山海禅寺。法名は普聞院殿圓應萬籟居士。次々代の頼秀以降の墓所は青山霊園。

## 逸話
江戸町奉行を3度歴任。他者に例はない。また、稀有な事例として江戸町奉行で勘定奉行を兼帯する時期もあった（他に鳥居耀蔵）。
木村芥舟は「躯幹偉大、性闊達にして音吐朗々、断獄（裁き）は最もその長ずるところなり。罪囚に対するに時に𠮟咤、あるいは交わるに諧謔を以てし、能くその要領を失わず、皆悦服して退かざるものなしといえり」と評し、非常に精力的・魅力的な人物像を伝えている。

## 系譜
- 父：池田頼功
- 母：不詳
- 正室：九鬼隆国娘
- 男子：頼之（1828年 - 1853年）
- 女子：倭子 - 池田頼誠室
- 養子
  - 男子：池田頼誠 - 米倉昌寿の七男
    - 頼誠養子：池田頼秀

## 登場作品
小説
- 北康利『蘭学者 川本幸民 近代の扉を開いた万能科学者の生涯』PHP研究所、2008年。

テレビドラマ
- 『花神』 - 1977年のNHK大河ドラマ（演：久松保夫）。